# Catalina Galán Saulnier
Catalina Galán Saulnier es una arqueóloga española, especializada en Megalitismo y Edad del Bronce. Es profesora del Departamento de Prehistoria y Arqueología de la Universidad Autónoma de Madrid.

## Biografía
Más conocida como Katia, estudió Geografía e Historia en la primera promoción de la Universidad Autónoma de Madrid (1968-1973), y obtuvo el premio extraordinario de licenciatura en 1975. Ya en 1974 comenzó su actividad docente, con una breve estancia como profesora de Prehistoria en la UNED, y a continuación en el Colegio Universitario “Cardenal Gil de Albornoz”, en Cuenca. Entre 1980 y 1985 realizó labores de investigación vinculada a la Universidad Politécnica de Madrid, aunque ya desde 1983 comenzó su vinculación profesional con el Departamento de Prehistoria y Arqueología de la Universidad Autónoma de Madrid, donde obtendría la plaza como profesora titular de Prehistoria en el año 1987. Allí permaneció hasta su prejubilación en el año 2011. Tras finalizar su etapa como docente en la universidad, continúa desarrollando su labor profesional desde la empresa Arqueoymas, S.L., dedicada a editar tanto en papel como en formato digital publicaciones relacionadas con la arqueología.
En 1986 finalizó su doctorado también en la UAM, con la calificación de cum laude, con la tesis titulada "Calcolítico y Bronce Inicial en la meseta: los enterramientos".
Durante su amplia etapa como docente, su trabajo se centró principalmente en impartir clases relacionadas con su área de conocimiento (Megalitismo y Edad del Bronce), aunque también abarcó otros temas como “La captación del territorio en la Protohistoria”, “Tecnología antigua” o “Arqueología e impacto ambiental”.

## Proyectos de investigación destacados
A lo largo de su trayectoria profesional, participó en varios proyectos de investigación, entre los que se encuentran: 
- “La Edad del Bronce en la Meseta”
- “Oriente-92"
- “ARQUEOS: un Banco de datos para un archivo de objetos arqueológicos. Propuesta metodológica sobre el estudio de la cerámica”

Además dirigió el proyecto “Docencia de Prehistoria y Arqueología en Red”.

## Excavaciones arqueológicas
Su labor de campo, iniciada en el año 1976 ha sido muy extensa a lo largo de estos años. Como miembro de diferentes equipos científicos, ha tomado parte en excavaciones arqueológicas en:
- Oretum[3]
- Cerro de la Encantada[4][5]
- Cueva de Pedro Fernández[6]
- Cerro de La Campana[7]
- Túmulo de Los Higuerones
- Cerro Macareno
- Anfiteatro de Cartagena
- Cerro Tírez
- Necrópolis de los Nietos
- Cerro del Cuco
- Varios yacimientos del Valle del Jabalón

Al mismo tiempo, hasta 2006, toma parte en otros proyectos como codirectora:
- Motilla de Santa María del Retamar[8]
- Solar nº 15 de la Calle de la Reina de Lugo
- Varias campañas de excavación en el Cerro de la Encantada

Como directora coordinó las excavaciones de:
- Necrópolis Ibérica de El Navazo[9]
- Yacimiento de Los Dornajos[10]
- Motilla de Santa María del Retamar[11]

## Publicaciones
A partir de su trabajo de Doctorado, surgen publicaciones como el libro titulado "Calcolítico y Bronce inicial en la Meseta. Los enterramientos", publicado en el año 1988, o contribuciones a congresos como "Los enterramientos del Calcolitico y el Bronce inicial de la submeseta sur" presentado al I Congreso de Historia de Castilla-La Mancha en 1988.
También destaca su interés por las bases de datos y la gestión de datos estadísticos para su aplicación al estudio del territorio, un campo muy escasamente desarrollado durante la primera época de sus investigaciones. En relación con esta área de conocimiento destaca el trabajo de 1988 "Aplicaciones de inteligencia artificial y sistemas expertos a la arqueología. Un experto en economía del III milenio de la península ibérica", junto a otras aportaciones más recientes como "Tratamiento y gestión de la información arqueológica,¿un problema o un reto?" publicado en 2009. 
Además, a lo largo de su carrera profesional ha ido publicando abundantes artículos relacionados con las diferentes excavaciones en las que ha participado, estudios regionales relacionados con la Edad del Bronce, y estudios sobre elementos singulares como el artículo titulado "Los "Cuernos de la consagración" en el Cerro de la Encantada. Cronología de un símbolo", o su participación en el artículo "Artrosis vertebral en la población de La Encantada (Granátula de Calatrava, Ciudad Real, II milenio a. C.)